# 渡辺惣蔵
渡辺 惣蔵（惣藏、わたなべ そうぞう、1907年（明治40年）1月15日 - 1985年（昭和60年）1月25日）は、日本の社会運動家、政治家。衆議院議員。

## 経歴
北海道札幌郡札幌村大字苗穂村（現:札幌市東区苗穂町）で生まれる。小学校卒業後、農業をしながら通信教育で学び、1929年、日本大学専門部政治科を卒業。
日大在学中から無産政党運動に加わる。1932年、武蔵野館争議など多くの映画争議を指導した。全国大衆党中央委員、労農大衆党中央委員、社会大衆党中央委員、同中央青年隊長、全国労働組合同盟中央委員・出版部長、全国映画劇場従業員組合書記長、豊島区会議員などを歴任。1938年、人民戦線事件で検挙され一年半にわたり拘留された。
戦後、日本社会党に加わり、同北海道支部連合会書記長、同政策審議会長、同執行委員長などを務めた。1952年10月、第25回衆議院議員総選挙に北海道第四区から出馬して当選。第27回、第29回、第31回、第33回総選挙でも当選し、衆議院議員を通算五期務めた。
その他、社団法人国民食協会常務理事、日刊工業新聞社会企画部長、北海道開発審議会委員、国土総合開発審議会委員、衆議院参事（副議長秘書）、同公害対策並びに環境保全特別委員長、日本社会党中央執行委員、同総務局総務部長、同国会対策副委員長、同本部統制委員、同代議士会副会長、同私学振興対策特別副委員長、同石炭対策闘争本部副委員長、日本大学嘱託、道央政治経済研究所長などを務めた。
1976年に政界を引退し、東京で自由民権運動の研究を行った。

## 著作
- 『無産階級と現代教育 : 現代教育機構の解剖』大衆教育協会、1930年。
- 『天皇制と民主政治』〈文化叢書 ; 第1輯〉日本文化興社、1946年。
- 『北海道社会運動史 [第1]』白都書房、1949年。
- 『北海道社会運動史』レポート社、1966年。
- 『北海道開発のために : 私はかく闘った』渡辺惣蔵、1957年。
- 『わが道・わがたたかい : 現代に生きる日本社会運動の証言』北海道評論社、1972年。